# Aura Lolita Chavez Ixcaquic
Aura Lolita Chavez Ixcaquic (Santa Cruz del Quiché, 15 de setembro de 1972) é uma ativista dos direitos das mulheres, líder indígena guatemalteca e líder internacional na luta pela preservação dos recursos naturais. Foi finalista do Prêmio Sakharov para a Liberdade de Pensamento, em 2017, quando vivia no País Basco, na Espanha, devido a ameaças de morte no seu próprio país.

## Biografia

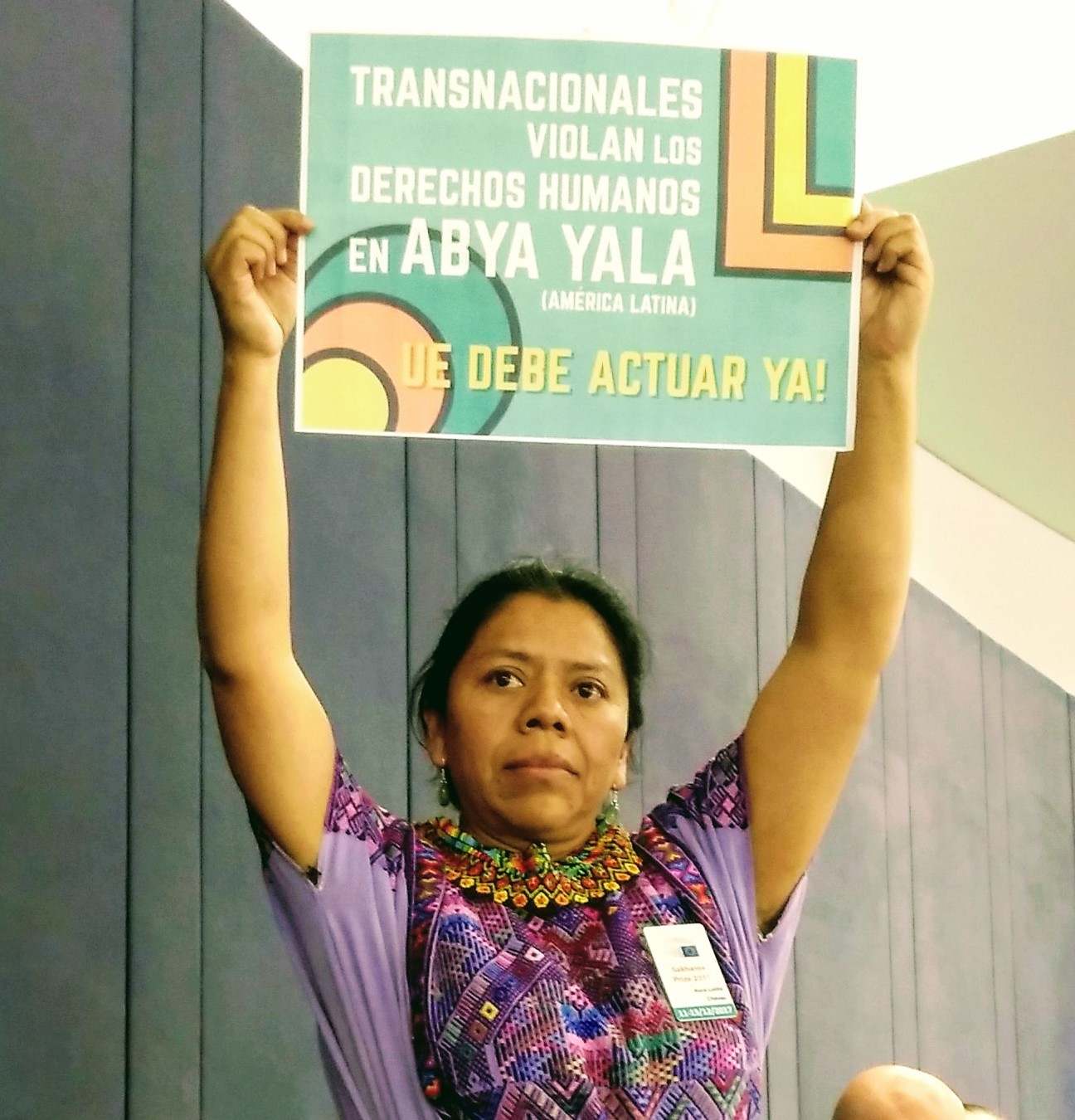
Em 13 de dezembro de 2017, no Parlamento Europeu.

Aura Lolita Chavez Ixcaquic nasceu em Santa Cruz del Quiché, no departamento de El Quiché, territórios ocidentais da Guatemala, em 15 de setembro de 1972.
É membra do Conselho dos Povos K'iche para a Defesa da Vida, Mãe Natureza, Terra e Território (em castelhano:  Consejo de Pueblos K’iche’s por la Defensa de la Vida, Madre Naturaleza, Tierra y Territorio, CPK) do povo Quiché, fundado em 2007 para enfrentar os efeitos do Tratado de Livre-Comércio entre Estados Unidos, América Central e República Dominicana. A organização é definida como "um conjunto de comunidades que se organizaram para defender seus territórios, seu direito à autodeterminação e também o direito à vida como desejam os povos indígenas". Atua também em campanhas contra a violência às mulheres.
Em 4 de julho de 2012, participou de uma manifestação pacífica contra o prefeito de Santa Cruz del Quiché, membro do Partido Patriota. No caminho de volta, seu ônibus foi emboscado por um grupo de homens armados com facões, facas e bengalas. Quatro mulheres ficaram feridas. Em 7 de junho de 2017, um grupo de pistoleiros a atacou e alguns outros membros do CPK e os obrigou a fugir. Recebeu uma ameaça de morte. Entre 1960 e 1996, durante a Guerra Civil da Guatemala, o povo Quiché sofreu ataques genocidas.
Está ameaçada de morte em seu país, por isso vive no País Basco, na Espanha, desde 2017.

## Reconhecimentos
Em outubro de 2017, o Parlamento Europeu a incluiu entre os três finalistas do Prêmio Sakharov para a Liberdade de Pensamento.
Recebeu o Prêmio Ignacio Ellacuría do primeiro responsável do governo basco (em língua basca: Lehendakari), Iñigo Urkullu, em janeiro de 2018 por seu trabalho na defesa da terra do povo Quiché contra a exploração.